# Joan Antoni Zabalia i Malla
Joan Antoni Zabalia i Malla (Barcelona, 3 de juny de 1960) és un antic jugador d'hoquei sobre patins català de les dècades de 1980 i 1990.

## Trajectòria
Començà la seva carrera al CP Voltregà, però aviat fou fitxat pel Liceo gallec. L'any 1982 fitxa pel Reus Deportiu, juntament amb Josep Llonch. L'any 1984 fitxà pel Hockey Club Castiglione, on el seu entrenador fou Pere Gallén. Retornà al Reus el 1987, on jugà fins al 1994, any en què passà a ser entrenador del club roig-i-negre.
Amb la selecció espanyola jugà entre 1978 i 1988 i guanyà un mundial i tres campionats europeus.
Pel que fa a la tasca d'entrenador, a més del Reus, dirigí el CP Flix (2000-2001), el CN Reus Ploms, el Cambrils CH i de la selecció suïssa (2008-2011).
És fill de l'històric porter d'hoquei patins Joan Antoni Zabalia i Robles.

## Palmarès
HC Liceo
- Copa d'Espanya:
  - 1982
- Copa de la CERS:
  - 1982

Reus Deportiu
- Recopa d'Europa:
  - 1984
- Copa d'Espanya:
  - 1983
- Supercopa d'Espanya:
  - 1983/84

Espanya
- Campionat del Món:
  - 1980
- Campionat d'Europa:
  - 1979, 1981, 1983
- Campionat d'Europa júnior:
  - 1979